# 에히메현 제3구
에히메현 제3구(愛媛県 第3区)는 중의원 선거구이다. 1994년 공직선거법으로 신설되었다.

## 지역
- 니이하마시
- 사이조시
- 시코쿠주오 시